# Nazario Benavídez
Nazario Benavídes (San Juan, 28 de julio de 1805 - San Juan, 23 de octubre de 1858) fue un militar y caudillo argentino, que ejerció como gobernador de la Provincia de San Juan en cuatro periodos distintos. Fue aliado de Juan Manuel de Rosas y Justo José de Urquiza, figurando como el hombre fuerte de Cuyo durante más de 20 años, y participó de las luchas entre unitarios y federales. Su asesinato fue uno de los desencadenantes de la Batalla de Cepeda (1859), que puso fin al período de organización constitucional de la Argentina.
Su largo gobierno fue ordenado y pacífico: fue un gobernante con pretensiones de "recto y justo". Se lo llamó "el caudillo manso"; reprimió siempre el pillaje y la matanza, fue tolerante con sus enemigos y generoso con los vencidos ante quienes nunca buscó venganza. Ese carácter fue reconocido por sus enemigos y detractores: Sarmiento, quien pedía su muerte desde sus artículos en la prensa, decía de él:

Benavides es un hombre frío; a eso debe San Juan haber sido menos ajado que los otros pueblos. Tiene un excelente corazón, es tolerante, la envidia hace poca mella en su espíritu, es paciente y tenaz.

Por su parte, Salvador María del Carril, de quien fue mucho tiempo enemigo pero terminó como aliado en tiempos de Urquiza, aunque jamás se guardaron simpatía ni aprecio, le decía en una carta:

Usted en aquella época infausta, estancó la sangre que había corrido a torrentes y dio asilo generoso a los oprimidos sin amparo.

## Primeros años
Nació el 28 de julio de 1805, hijo de Pedro Benavídes –vinculado a la arriería y cuya ascendencia se remonta a los primeros pobladores de Buenos Aires que acompañaron a Juan de Garay– y Paulina Balmaseda, criolla, y bautizado como José Nasario Benavides. Creció en la localidad denominada "Pueblo Viejo", actual Concepción, en la ciudad de San Juan en un entorno modesto, sin llegar a la pobreza. Tuvo tres hermanos varones y una hermana mujer.
Primeramente trabajó como tapiador y podador, dedicándose luego de 1812 a 1828 a la arrería junto con su hermano Juan Antonio.
Respecto a su aspecto físico, Pedro Echagüe lo describe como

un hombre de talla elevada y cintura delgada, ancho de espaldas y un poco encorvado, su cabeza pequeña estaba cubierta de cabellos renegridos e indómitos que con frecuencia caían sobre la frente, sus mejillas ostentaban escasa barba. Era raro que sus ojos de mirada incierta mirasen de frente a su interlocutor. Largo de piernas, su cuerpo no tenía proporción.

Su hermano Juan Alberto fue soldado del Ejército de los Andes y participado en las batallas de Chacabuco, Cancha Rayada y Maipú. Como miembro del Batallón de Cazadores de los Andes, participó del alzamiento de 1820 que dio lugar a la autonomía provincial. Participó de las montoneras de Francisco Aldao y, derrotado este, de José Miguel Carrera siendo tomado prisionero en la Batalla de Punta del Médano, luego de lo cual fue enviado a San Juan y condenado a muerte. En 1821 fue fusilado por "anarquista y montonero" por órdenes del gobernador de la San Juan, Pérez de Urdinea.

### Participación en el ejército de Facundo Quiroga

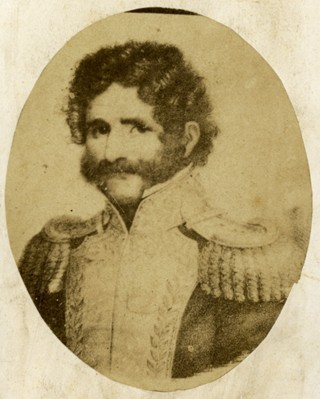
Facundo Quiroga.

En enero de 1827 las montoneras de Facundo Quiroga invadieron San Juan, poniendo en fuga al gobernador unitario Sánchez. En esta ocasión, Facundo reclutó 50 arrieros que conocieran el norte, entre los cuales se encontraba Nazario Benavídez.
En marzo de 1827, el ejército de Quiroga partió al norte argentino, a luchar contra el general Gregorio Aráoz de Lamadrid, del partido unitario. En julio, Quiroga logró una completa victoria, recuperando todo el noroeste argentino para el partido federal. Durante la campaña, Benavídez, hasta entonces arriero, intervino en el combate para rescatar a un soldado herido y fue ascendido a teniente primero. Poco después de ese hecho, se destacó por su valor en la defensa del camino de Tucumán a Salta.
En septiembre de 1829 combatió en la Batalla de Pilar contra las tropas del denominado "movimiento de Los Barriales" de la vecina Provincia de Mendoza, aplastando la rebelión y uniéndose a las tropas de José Félix Aldao.
En febrero de 1830 se hallaba en Córdoba bajo el mando del Benito Villafañe, quien no logró incorporarse al grueso de las tropas comandadas por Quiroga, lo que causó la derrota de este. Luego de ello, el Villafañe firmó un armisticio con el general Paz, lo que provocó la escisión de sus tropas, unas acatando el armisticio y las otras negándose al mismo; en este último grupo quedó Benavídez, quien marchó San Juan.
Al llegar Benavídez a San Juan, se sublevó, junto con otros, contra el general Nicolás Vega, jefe de las fuerzas de ocupación unitarias en su provincia. A raíz de ello fue tomado prisionero en mayo de 1830. Se fugó en noviembre del mismo año, durante la sublevación del cuartel de San Clemente, y huyó a Chile.
Desde Chile organizó montoneras, que operaban desde la Sierra del Tontal hasta la estancia de Maradona.
El 8 de abril de 1831, luego de la Batalla de Rodeo de Chacón, ingresó a San Juan con una tropa de cuarenta y un soldados y tres oficiales. Fue incorporado a la plana mayor del ejército provincial, y al poco tiempo obtuvo el grado de Comandante de la recientemente creada División Auxiliar de Los Andes.
Luego de que el ejército unitario quedara acéfalo por la captura del general Paz, Quiroga organizó un gran ejército para marchar hacia el norte. Benavídez destacó en la campaña, especialmente en un encuentro próximo a Coneta.

### La campaña al desierto
En enero de 1832, luego de la Batalla de La Ciudadela, las tropas regresaron a sus provincias. Este regreso patentizó la falta de recursos con la que se había dirigido la campaña; el gobierno sanjuanino debió afrontar el pago a la tropa, lo que causó una gravosa situación a la economía de la provincia, por el vaciamiento del tesoro público y la contribución forzosa impuesta.
En diciembre de 1832 se comenzó a planificar la campaña al sur con el objeto de reducir a los indígenas, en la campaña conocida generalmente como Campaña de Rosas al Desierto. En la misma intervinieron tres divisiones, una de la Provincia de Buenos Aires, a cargo de Rosas, otra de Córdoba y San Luis, comandada por Ruiz Huidobro, y otra cuyana bajo el mando del brigadier general José Félix Aldao. En marzo de 1833, la división en que participaban las tropas sanjuaninas –en las que Benavídez figuraba como teniente coronel– comenzaron su avance desde el fuerte San Carlos, siguiendo un trazado coincidente con el de la actual ruta nacional 40 hasta el río Colorado. Tuvieron enfrentamientos menores con los indígenas, en particular con los comandados por el lonco Yanquetruz, y se dedicaron a barrer el área ocupada por la indiada y atacar las tolderías.
La campaña finalizó en diciembre de 1833, aunque Benavídez parece haber regresado con alguna anterioridad. Durante la misma, Benavídez ganó prestigio y experiencia en la lucha contra los indígenas, una experiencia ignorada en San Juan, que no tenía fronteras con ellos.

### Matrimonio
Es leyenda en San Juan que, en momentos de hallarse Quiroga pasando revista a la tropa, lo notó nervioso y dijo

A ese hombre le perturba la traición o algo grave le sucede.

Lo mandó a llamar y lo increpó acusándolo de traidor, ante esta circunstancia, Benavídez confesó que sus nervios eran causados por el amor, y que la familia de su novia se negaba al matrimonio por ser él un hombre pobre. Quiroga le respondió: No se desanime, todo es cuestión de tiempo. Al mediodía, la futura suegra visitó el cuartel llamada por Quiroga, y a la semana siguiente se produjo el matrimonio.
El hecho concreto es que Benavídez contrajo matrimonio el 25 de octubre de 1833 con Telésfora Borrego Cano, hija de Pedro Pascacio Borrego y Maria de los Ángeles Cano, y fueron sus padrinos y testigos presenciales el brigadier general Facundo Quiroga y Felipa Cano y Castro.
El matrimonio tuvo 10 hijos, incluyendo mellizos en dos ocasiones.
- Segundo de los Reyes
- Telésfora
- Pedro Pascacio
- Nazario del Carmen
- Juan Rómulo Numa
- Juana Angela del Carmen
- Juan Rómulo del Carmen
- Paulina Laurentina
- Eduardo Javel
- Gerardo Juval

### Mayor de Plaza en San Juan
A fines de 1833, Benavídez se encontraba ocupado en luchar contra una gravísima inundación de la ciudad de San Juan. En 1834, con el apoyo de Quiroga, fue nombrado gobernador de San Juan el coronel Martín Yanzón, que había sido el superior de Benavídez en la campaña al desierto, y a los pocos días este nombró Mayor de Plaza a Benavídez, quedando a cargo de los asuntos militares de la provincia.
En ese carácter, estableció destacamentos fronterizos en Jáchal, Calingasta y Valle Fértil.

### Muerte de Quiroga y crisis política en Cuyo

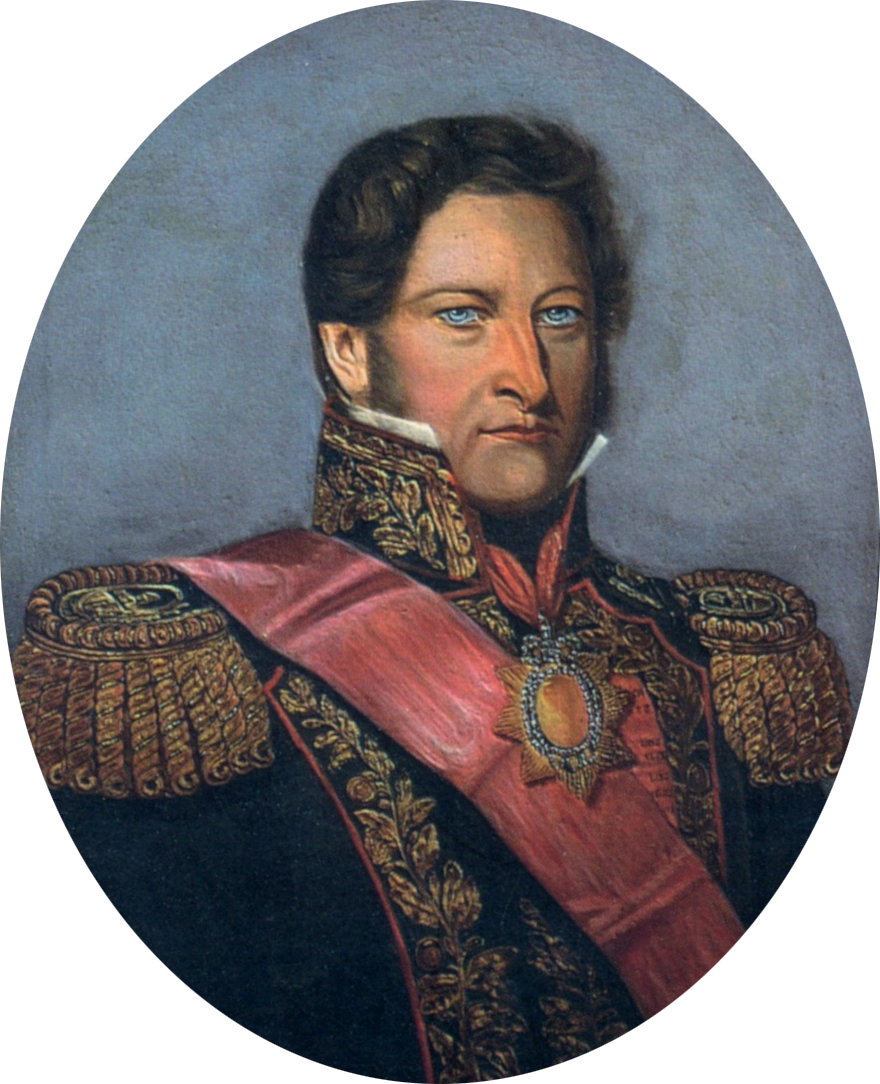
Juan Manuel de Rosas.

El asesinato de Facundo Quiroga en Barranca Yaco en 1835 convulsionó al país y particularmente a la región de Cuyo, donde se produjeron alzamientos como el de Mendiolaza en San Luis, y el de Ignacio Correa y Alejo Cuitiño en Mendoza.
El mismo año, el ministro sanjuanino Domingo de Oro urdió un plan para apresar a Aldao en Mendoza y destituir al gobernador de esa provincia. Para ello conspiró junto con el coronel unitario Lorenzo Barcala –uno de los afroamericanos con mayor rango y prestigio en el ejército en su tiempo– a quien Quiroga había prestado especial protección. Esta conspiración fue notable por la participación que en la misma tuvieron figuras influyentes de San Juan, Córdoba, La Rioja y San Luis. El plan fue descubierto y sus cabecillas fusilados en Mendoza, incluido el coronel Barcala. Acusado por Barcala antes de su ejecución, Oro huyó a Chile, protegido por el gobernador Yanzón. Una investigación ordenada por la legislatura sanjuanina –en que tuvo especial participación– llevó a Benavídez a la convicción de la participación de Yanzón en la conspiración.
Por ello Benavídez dirigió una revolución en contra del gobernador, que terminó en un fracaso y el exilio del responsable. En su camino conferenció con Aldao y los gobernadores de Mendoza y San Luis, pero al llegar a Buenos Aires fue arrestado, aunque fue liberado al poco tiempo por orden del gobernador Rosas, que lo tomó bajo su protección.
Durante su ausencia, el gobernador Yanzón invadió La Rioja, apoyado por grupos de montoneros del departamento riojano de Los Llanos. Fue derrotado en el Combate de Pango por el después general Tomás Brizuela, y depuesto en ausencia en San Juan, acusado de "traición y violación a la Liga Federal". En su lugar, tras la salida del interino Ortega, la Sala de Representantes eligió a José Luciano Fernández como nuevo gobernador, mientras las fuerzas riojanas ocupaban San Juan.
Benavídez fue enviado de regreso a su provincia por Rosas, y a su arribo fue restituido en el cargo de comandante general de Aduanas y el de mayor de Plaza, cargos que no aceptó.

## Primer Período de Gobierno (1836 - 1841)
Tras la renuncia de Fernández, el 25 de febrero de 1836, la Sala de Representantes eligió gobernador interino a Nazario Benavídez, quien a los 33 años de edad debió conducir una provincia ocupada por el ejército riojano, en que las clases dominantes eran mayoritariamente adictas al partido unitario, y el tesoro público vacío, estando aún pendientes los pagos exigidos por La Rioja y San Luis por la intervención en la provincia.
En su mensaje de asunción estableció las bases de lo que sería su política de gobierno a lo largo de su vida. Siempre buscó mantener la paz y tranquilidad. Dice su mensaje: 

No tengo que ofreceros sino mis deseos de nuestro bien, a este objeto no reservo aun mi propia vida si fuere necesario sacrificarla... Apuraos en ayudarme a restablecer la tranquilidad y la paz alevosamente interrumpida... Sanjuaninos pasificos y virtuosos. Descansad en la protección de un Gobierno paternal que solo sera inecsorable con los unitarios perturbadores del orden y el perverso infractor de la Ley.
(Se ha conservado la ortografía original)

Designó ministro de gobierno a Amán Rawson, quien había militado en el partido unitario con anterioridad. Esto despertó suspicacias en el resto de las provincias federales. Como primera medida de gobierno, Benavídez resolvió federalizar la provincia reinsertándola en el esquema rosista. Esta medida fue apoyada por los gobernadores de La Rioja y San Luis, con lo que en mayo logró la retirada de las tropas riojanas y puntanas que ocupaban la provincia y causaban graves desmanes y crímenes. Para ello pagó parte de la deuda que se debía a las tropas por la campaña contra San Juan, para lo cual recurrió a contribuciones forzosas, muy gravosas para los sanjuaninos.
Reorganizó el ejército, que se había visto muy disminuido, para mantener el orden interno y defenderse de posibles invasiones de unitarios asilados en Chile.
No innovó en materia administrativa. Procuró que se prosiguieran las causas contra los acólitos del exgobernador Yanzón.
El 8 de mayo de 1836 fue elegido gobernador propietario, dejando de ser gobernador interino. En la misma elección fue designado como coronel mayor del ejército por la Sala de Representantes. Benavídez se negó a aceptar el cargo de gobernador y declaró que solo lo haría si la Sala de Representantes derogaba la ley aprobada días antes, extendiendo la duración del mandato del gobernador, y los representantes se comprometían a asistir regularmente a las sesiones. Aceptados los términos por los Representantes asumió Benavídez el 22 de mayo. Fue reelecto en mayo de 1838 y mayo de 1840.
Durante este período, la paz de la Confederación Argentina se vio alterada: se libró la Guerra contra la Confederación Perú-Boliviana, se produjo el bloqueo francés del Río de la Plata, se formó la Coalición del Norte, y Lavalle inició una campaña en Entre Ríos.
El 19 de octubre de 1836 falleció Fray Justo Santa María de Oro, congresal en Tucumán y Obispo de Cuyo desde 1830. Su reemplazo causó rencillas con Mendoza y San Luis, que fueron zanjadas por Rosas aprobando la designación de José Manuel Quiroga Sarmiento, impulsada por Benavídez.

### Obra de gobierno

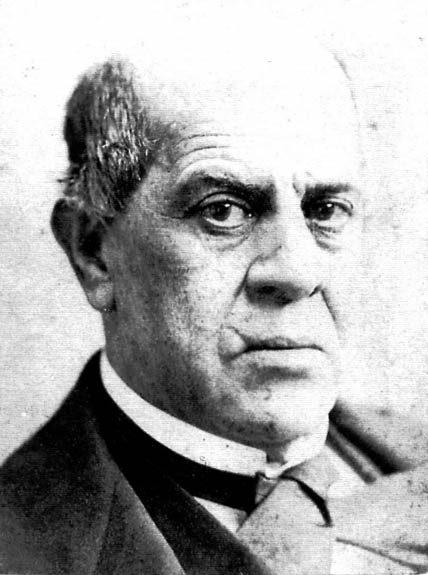
Domingo Sarmiento.

Al ser electo gobernador titular, reemplazó a Rawson por Timoteo Maradona, que había ejercido tres veces como gobernador.
Delegó las relaciones exteriores en Rosas, quien fue designado por decreto "Ilustre Restaurador de las Leyes". Asimismo dispuso la obligatoriedad de utilizar la divisa punzó.
Permitió el regreso de muchos unitarios exiliados en Chile, entre ellos Domingo Faustino Sarmiento, Anselmo Rojo y Antonino Aberastain. No obstante, dos años más tarde, el periódico editado por Sarmiento fue cerrado por atacar la persona de la esposa de Benavídez, y poco después el mismo Sarmiento fue encarcelado por conspirar contra el gobierno. Liberados a los pocos días, se exilió en Chile; fue en esta oportunidad que escribió en la Quebrada de Zonda su frase “ont no tue point les idées” (en francés: “Las ideas no se matan”).
Reorganizó el ejército y las milicias.
Nombró juez supremo al unitario Aberastain, el mismo que sería gobernador en 1860. Puso especial cuidado en materia judicial, como había sostenido en el mensaje de asunción de 1836:

Asegurar los derechos individuales, con prescindencia del Ejecutivo.

Realizó obras de defensa en el río San Juan para evitar las inundaciones.
Impulsó la minería, creó una secretaría de gobierno al efecto y decretó un Manual Reglamentario Sobre el Trabajo en Minas. También dispuso que no tributaran los derechos a las cargas los alimentos destinados a los trabajadores mineros.
Dictó abundante disposiciones en el orden municipal, incluyendo cerramiento de baldíos, blanqueamiento de frentes, restauraciones de edificios públicos, venta de licores y aglomeración de placeras. En este orden dictó un curioso decreto que permitía a la policía

... perseguir y aprehender a los niños que se encontrasen en las calles mal entretenidos, los que conducidos al departameno Gral., se les impondra una oportuna correccion.
(Se ha conservado la ortografía original)

Benavídez comenzó a atender los problemas vinculados a la educación pública, en su mensaje de asunción decía

Es lamentable observar el estado de abandono en que esta la educación publica, sin más socorro que los padres de familia, cuyo mayor número en indigensia se ven privados del consuelo de proporcionar a sus hijos, los conocimientos cual ecsije la moral cristiana y nuestas instituciones políticas; y el de temer que en lugar de ciudadanos utiles e industriosos, el osio en que se van formando, les convierta en un semillero de corrompidos y criminales. Este inmenso vació es necesario llenar a toda costa.
(Se ha conservado la ortografía original)

Reabrió la Escuela de Primeras Letras del Estado y la dotó de los escasos recursos con los que contaba la provincia. La cultura avanzó durante su gobierno, mayormente de la mano de los unitarios de la llamada Generación del '37. Se fundó la Sociedad Filarmónica, se reinstaló la Compañía de Jesús y Sarmiento creó el Colegio Santa Rosa de Lima y fundó el periódico El Zonda, a través del cual fustigó a Rosas y se opuso a Benavídez. Esta fue una de las causas principales de un nuevo exilio de Sarmiento.

### Campaña contra la Coalición del Norte y Batalla de Angaco
En mayo de 1840, La Rioja se separó de la confederación y se sumó a la Coalición del Norte, hecho que puso a las provincias cuyanas en campaña para invadir La Rioja. Benavídez marchó al frente de las tropas sanjuaninas, aunque se produjeron pocos enfrentamientos, destacándose sus movimientos tácticos constantes.
Al año siguiente, Rosas logró finalizar el apoyo francés al partido unitario, rechazando a Lavalle en la Provincia de Buenos Aires y anulando la injerencia de la Comisión Argentina en Montevideo, comenzando a imponerse en la contienda.
Benavídez permaneció un tiempo estacionado en Jocolí, para apoyar a la provincia de Mendoza ante un intento de rebelión apoyado por el agregado comercial de Chile. Por ese tiempo se produjo una invasión de fuerzas riojanas a Valle Fértil, que en febrero de 1841 ocuparon Jáchal y saquearon la hacienda y los recursos, retirándose a los cuatro días. En marzo repitieron el episodio, poniendo en fuga a Juan Antonio Benavídez, hermano del gobernador. Esto causó temor en la ciudad y el malestar generalizado ocasionó un conato de asonada.
Banvavídez avanzó nuevamente hacia La Rioja, derrotando en Sañogasta a Brizuela; en la persecución que siguió, el gobernador riojano fue herido y tomado prisionero, muriendo pocas horas después.
No obstante, los unitarios no habían sido derrotados: tras separarse de las fuerzas de Lavalle que habían llegado a Tucumán, el general Lamadrid marchó sobre La Rioja, ocupando la capital e incorporando las fuerzas del caudillo de Los Llanos, coronel Ángel Vicente Peñaloza –conocido como el ‘’Chacho’’– amenazando San Juan y hostigando las poblaciones fronterizas.
En agosto, 650 hombres que formaban la avanzada del ejército de Lamadrid, al mando del general Acha, marchó desde La Rioja hacia San Juan; esquivando las fuerzas de Benavídez, tomó la desprotegida ciudad de San Juan sin efusión de sangre y se preparó para el contraataque del gobernador. En Angaco se produjo la denominada Batalla de Angaco, calificada como la más cruenta de todo el período de las guerras civiles argentinas, entre Acha y las tropas del Ejército Coaligado de Cuyo comandadas por el general Aldao, secundado por Benavídez. Pese a la superioridad numérica de los federales, Acha triunfó en la batalla y regresó a San Juan, aunque Benavídez logró reunir nuevas fuerzas.
Pocos días más tarde, Benavídez atacó a Acha en la llamada Batalla de La Chacarilla, en las afueras y luego en las calles de la ciudad de San Juan, derrotándolo y tomándolo prisionero. Enviado a Aldao, Acha fue fusilado por orden de este; fue fusilado por la espalda, castigo usual para los traidores, debido a la participación que había tenido trece años antes en el asesinato de Manuel Dorrego.
Tras la victoria, Benavídez evacuó nuevamente la ciudad de San Juan, que fue ocupada por Lamadrid. Este continuó su camino hacia Mendoza, donde fue atacado y derrotado por el ejército unido federal, mandado por Ángel Pacheco, en la batalla de Rodeo del Medio. Benavídez mandaba una de las alas de caballería.

## Segundo período de gobierno (1841 - 1852)
A su regreso a San Juan fue recibido en triunfo y con todo tipo de elogios por los vecinos. La Sala de Representantes lo nombró Brigadier General y le otorgó el título de Ilustre Restaurador de la Libertad. Benavídez no castigó a los unitarios que habían apoyado a Acha, devolvió los animales requisados y reconoció las deudas contraídas en la campaña.
El triunfo obtenido en Rodeo del Medio ocasionó el ocaso de Aldao como líder de Cuyo y su reemplazo por Benavídez. El gobierno de Mendoza lo nombró Jefe Interino del Ejército Combinado de Cuyo, hecho que originaría el resentimiento de las relaciones con Aldao.
Pocos años después, Sarmiento lo describía del siguiente modo:

...San Juan: único poder militar en el interior de la República: Benavídez su gobernador goza de un inmenso prestigio en todas las provincias de las costas del pacífico, y domina La Rioja y Mendoza... Es querido de las masas y respetado de los vecinos, sobre los cuales unitario alguno tiene influencia...
Carta al Gral. Paz, 22 de diciembre de 1845

### Invasiones del Chacho Peñaloza

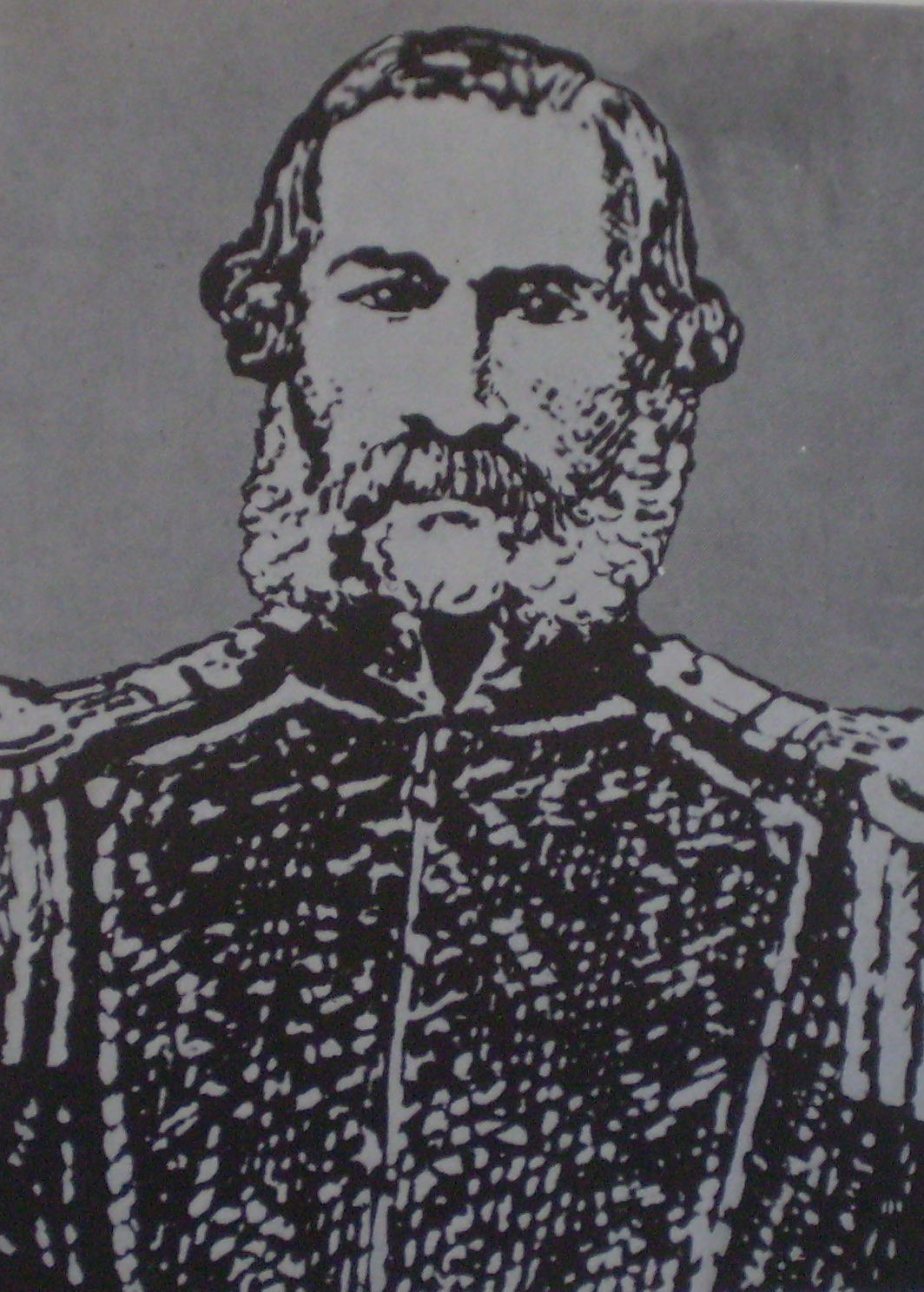
Ángel Vicente Peñaloza.

En febrero de 1842, el Chacho Peñaloza –proveniente de Chile– ocupó Jáchal, y en abril Felipe Varela hizo lo mismo en Guandacol. Desde allí, las fuerzas del Chacho pasaron hacia el norte, ocupando sucesivamente La Rioja, Catamarca y Tucumán. Fue una guerra dificultosa para ambos ejércitos por la falta de recursos, agotados en la guerra de 1840, y con un escenario que abarcaba San Juan hasta Tucumán.
El 18 de julio, luego de las marchas y contramarchas del Chacho Peñaloza, ambos ejércitos se encontraron en la Batalla del Manantial, con el triunfo de Benavídez. Peñaloza contramarchó hacia los Llanos de La Rioja, mientras el ejército de Benavídez quedó estacionado en Tucumán por falta de recursos para volver a San Juan. Esta circunstancia fue aprovechada por el Chacho para tomar nuevamente Jáchal. En enero de 1843, Benavídez pudo finalmente alcanzar y derrotar al Chacho en la Batalla de Iliaca, expulsándolo de los Llanos hacia la Cordillera. Sólo después de que tropas riojanas lo enfrentaran dos veces más, el Chacho se vio finalmente obligado a refugiarse nuevamente en Chile.
En enero de 1845, Peñaloza hizo llegar a Benavídez su deseo de volver a los Llanos, a lo que el "caudillo manso" contestó ofreciendo:

...Serias garantías individuales para Usted y todas las personas que en esta vez le han seguido, siempre que inmediatamente de recibir ésta..., se ponga en marcha para esta Provincia.

Benavídez libró correspondencia con las demás provincias para que otorgaran igual indulto y sostuvo económicamente a la tropa de Peñaloza hasta que ellos hallaran ocupación útil. A Peñaloza y su familia se los instó a instalarse en la provincia de San Juan donde se le otorgó pensión y finca. Benavídez desoyó los requerimientos de Rosas de apresarlo y enviarlo a Buenos Aires.
Desde San Juan participó en el derrocamiento del gobernador riojano Hipólito Tello, aparentemente con anuencia de Benavídez.
Autorizado por Benavídez, el Chacho regresó a La Rioja definitivamente en 1848. Al año siguiente participaría en el movimiento que depuso al gobernador Vicente Mota y lo reemplazó por Manuel Vicente Bustos. Benavídez no se opuso a esta revuelta, aunque no simpatizaba con Bustos.

### Rebelión en Mendoza
En diciembre de 1847, el gobernador mendocino Alejo Mallea declaró insurrecto al subdelegado de la frontera de San Rafael, Juan Antonio Rodríguez y requirió los auxilios de Benavídez. Este marchó con su ejército a la provincia afectada y ofreció a Rodríguez el indulto, a cambio de que depusiera las armas. Aceptado el indulto, Rodríguez volvió a insurreccionarse poco después, por lo que Benavídez marchó rápidamente en su busca, venciéndolo en el Combate de Coihueco, tras lo cual el derrotado fue ejecutado.
La región cuyana vivió a partir de entonces un período de calma y paz.

### Obra de Gobierno
En junio de 1842, Benavídez fue reelegido para otro bienio, hecho que se repitió cada dos años hasta 1855. En ocasiones delegó el gobierno para intervenir en campañas militares o mejorar su salud, para ello confió en:
- José María Oyuela (enero a abril de 1842 y febrero a junio de 1843).
- Miguel Echegaray (marzo a mayo de 1845).
- Saturnino Manuel de Laspiur (1841 a 1844).

Durante su mandato ejerció una autoridad paternal, propia de los caudillos de la época. Nominalmente se respetó la división de poderes a pesar del alto grado de ausentismo de la Sala de Representantes y de los constantes reemplazos en el poder judicial.
Cuidó de mantener un ejército fuerte, disciplinado y preparado para salir a campaña, transformándolo en el garante de la paz en todo Cuyo. Al respecto dice el historiador José María Rosa:

Benavídez, gobernador de San Juan desde 1836, era la primera figura federal del interior, y capitaneaba el mejor ejército de milicias provinciales.

En 1843, Rosas expulsó a la Compañía de Jesús de la Confederación Argentina. Benavídez hizo caso omiso de esta medida y los jesuitas se mantuvieron en la provincia hasta 1849, año en que se retiraron voluntariamente. En las relaciones con la Iglesia católica ejerció su derecho al patronato y tuvo trato cordial con el Obispo de Cuyo.
Se realizó en San Juan un Censo General de la población de la provincia, pero no se han conservado los registros. En 1851 abolió los derechos de tránsito de las mercaderías provenientes de otras provincias, en consonancia con un reclamo que venía haciéndoles de evitar ese tributo.
Continuó construyendo defensas para el río San Juan y construyó el dique San Emiliano, aún existente. Creó comisiones vecinales para atender a los asuntos de riego y distribución del agua. En 1851 dictó el Reglamento de Irrigación y creó una Inspección General de Aguas.
Durante todo este período, debido a la moderación demostrada, recibió constantes solicitudes de los unitarios exiliados de que se uniera a ellos contra Rosas. Así lo hicieron, entre otros, Anselmo Rojo, Sarmiento, Pedro Echagüe y el general Paz.

### La Batalla de Caseros y la revolución de 1852

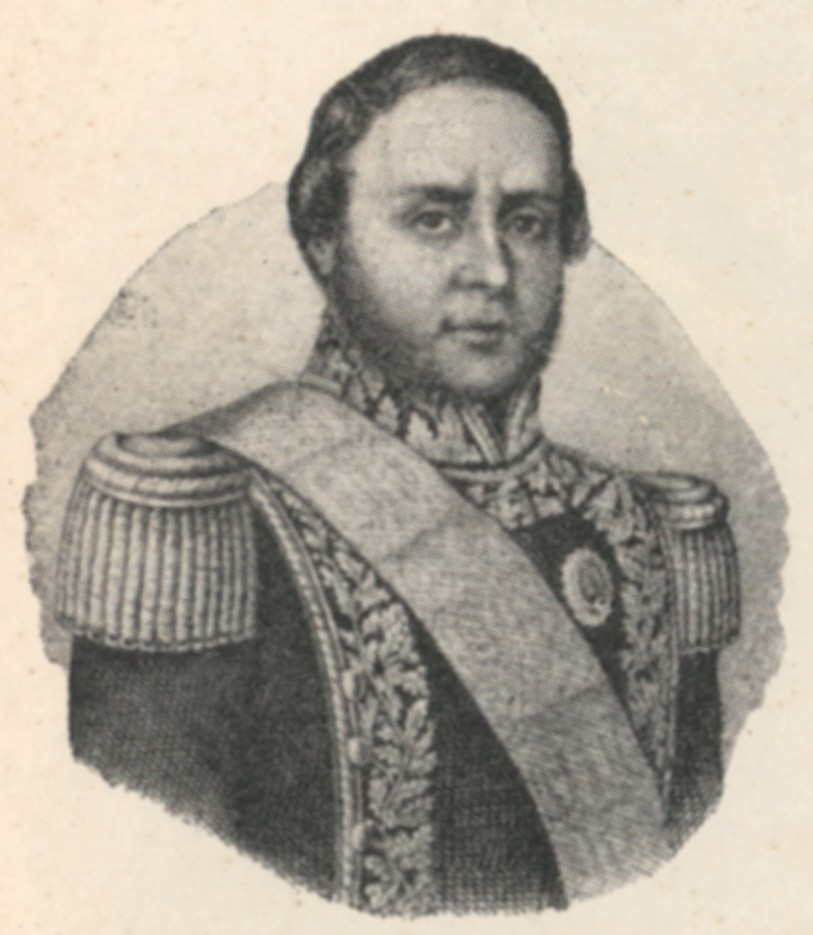
El general Justo José de Urquiza.

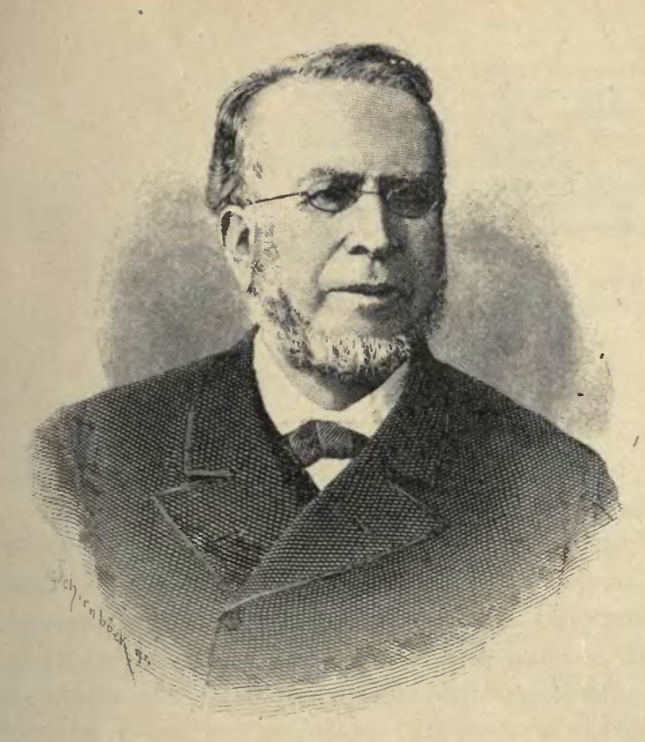
Guillermo Rawson.

El primero de mayo de 1851 tuvo lugar el Pronunciamiento de Urquiza, frente al cual Benavídez se manifestó en favor de Rosas, calificando al general Urquiza de loco traidor salvaje unitario Urquiza".
Benavídez ofreció a Rosas su asistencia a la campaña contra Urquiza, que fue aceptada; por ello incorporó al ejército a los hombres de entre 16 y 55 años de edad y concentró recursos. Para asegurarse la estabilidad de su provincia expulsó a algunos opositores, entre ellos Guillermo Rawson, hijo de su exministro. Solicitó a las provincias cuyanas y a La Rioja y Córdoba tropas para incorporarlas al ejército, pero recibió sucesivas negativas bajo distintos pretextos. Esta negativa demoró la partida de su ejército en ayuda de Rosas, por lo que la Batalla de Caseros se libró sin su participación.
Enterado de la caída de Rosas, Benavídez adoptó una actitud prudente: derogó las disposiciones laudatorias a Rosas y denigratorias contra Urquiza, y prohibió el uso de la divisa punzó. También nombró secretario de su gobierno a Guillermo Rawson, reconocido unitario. No se opuso al derrocamiento del mendocino Mallea.
A fines de abril, Benavídez se trasladó a San Nicolás de los Arroyos para concurrir a las deliberaciones que darían lugar al Acuerdo de San Nicolás, del cual fue suscribiente. En su ausencia, el 12 de abril la Sala de Representantes de la provincia cedió a Urquiza el manejo de las relaciones exteriores.
El 9 de mayo la Sala de Representantes revocó los poderes dados a Benavídez y facultó a Urquiza a firmar los acuerdos en nombre de la provincia. Tres días más tarde, las milicias provinciales fueron licenciadas.
El 6 de junio de 1852 se sancionó una ley, dejando sin efecto el nombramiento de Benavídez como gobernador, con considerandos acusatorios sobre su proceder y llegando a prohibirle habitar suelo provincial. En su lugar se designó a Zacarías Yanzi.
Conocidos los hechos por Benavídez y Urquiza, este último desautorizó lo sucedido en virtud del art. 14 del Acuerdo de San Nicolás y apoyó a Benavídez, autorizando el uso de las fuerzas militares de otras provincias para restituirlo. Las provincias de Mendoza y La Rioja aprestaron a sus ejércitos. Las tropas restituyentes riojanas estaban comandadas por un antiguo enemigo de Benavídez', el Chacho Peñaloza, quien ahora tenía por misión devolverle la gobernación.
Al ver la falta de apoyo del gobierno nacional y los aprestos militares en las provincias vecinas, los sediciosos entablaron negociaciones con Benavídez' para devolverle el gobierno, a cambio de evitar venganzas contra ellos. El 16 de agosto ingresó el caudillo manso a la ciudad.

Benavidez entro precedido de una comisión de siete individuos que el gobierno envió a su encuentro seguido de ese paisanaje de las campañas pastoras armado de picas, sucio, cubierto de harapos ... La barbarie entraba de nuevo en San Juan con toda su desnudez, con toda su fealdad ... Las puertas permanecían cerradas, las calles desiertas, los vecinos ocultos.
(Se ha conservado la ortografía original)

Benavídez reasumió las funciones de gobernador de la provincia. Fue benevolente con los revolucionarios vencidos, aunque Yanzi y Rawson fueron encarcelados.

## Tercer periodo de gobierno

### La asonada de noviembre de 1852 y la Constitución Nacional de 1853

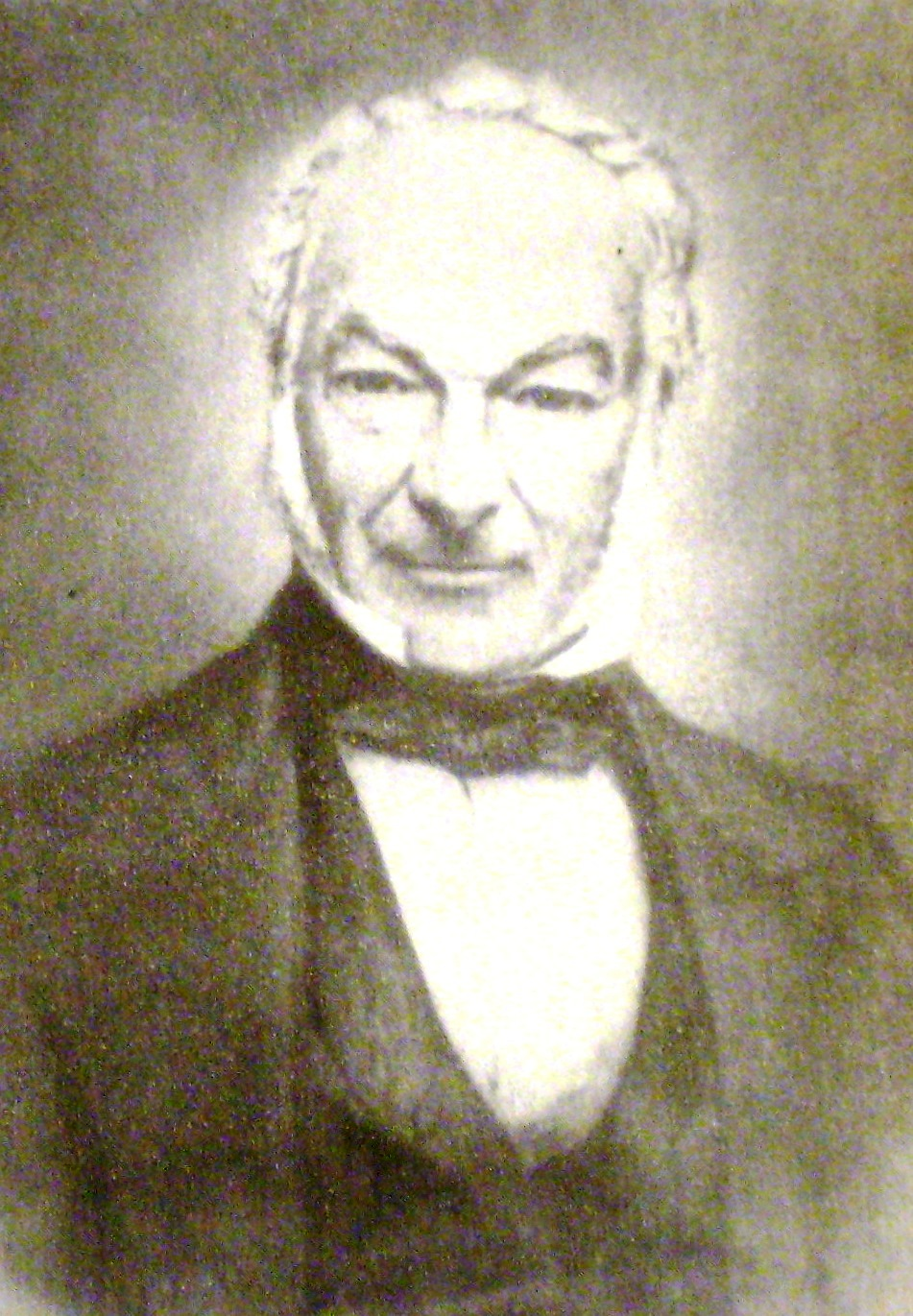
Salvador María del Carril.

Durante la gobernación de Yanzi se habían producido las elecciones de convencionales constituyentes para la convención constituyente de Santa Fe, resultando electos Sarmiento y Salvador María del Carril, siendo Rawson electo suplente.
Benavídez' no reconoció esta elección por haber sido realizada sin la concurrencia del pueblo y llamó a nuevas elecciones para el 2 de septiembre. Fueron elegidos Bernardo de Irigoyen y Eugenio Sánchez, como suplente Fidel Torres. La elección fue cuestionada porque el primero no era sanjuanino y el segundo hacía años que no residía en la provincia.
En Buenos Aires se produjo la revolución del 11 de septiembre de 1852, que tuvo por consecuencia la separación del Estado de Buenos Aires de la Confederación Argentina y el traslado de la capital de la última a la ciudad de Paraná. Benavídez recibió instrucciones de la Sala de Representantes de apoyar a la Confederación Argentina en el conflicto.
Ante el conflicto por las elecciones de constituyentes, Urquiza decidió intervenir y para ello solicitó al gobernador de Mendoza, general Pedro Pascual Segura,  que interviniera como árbitro; este envió a San Juan a Baltazar Sánchez y Damián Hudson. Benavídez no recibió de buen grado la medida y dio por sentado que existía connivencia de la Comisión Mediadora con el partido unitario. Los mediadores retornaron a Mendoza.
La noche del 13 de noviembre los militares Santiago Albarracín, José María Ortiz y José Ignacio Coria se alzaron en armas y se dirigieron a la plaza principal. Adujeron problemas con el pago de los salarios, pero en realidad se hallaban influenciados por los unitarios, y unirse a la causa del Estado de Buenos Aires.
Benavídez se refugió en Pueblo Viejo (Actual Concepción), y el día 18 tomó la iniciativa, ofreciendo una gratificación a los militares sediciosos que abandonaran la lucha, sitiando la ciudad y cortando el suministro de agua y prometiendo pasar por las armas a los rebeldes que acometiesen contra persona alguna o sus bienes. El día 19 terminó todo con la rendición de los rebeldes. Benavídez hizo a los vencidos suscribir un empréstito por los gastos originados en el levantamiento. Rawson y otros unitarios fueron apresados por unos días. Otros, como Antonio Lloveras, Marcelino Rojo y Gregorio Rufino fueron expulsados de la provincia.
Sostuvo Benavídez en una carta al gobernador de Mendoza:

Este grupo liberal es un club sosten asérrimo de las ideas inmorales y subversivas que esparce por toda la República, don Domingo Faustino, promoviendo el espíritu de conspiración para embarazar la instlación del Congreso General Constituyente y propender a que la organización de la República quede sin efecto.
(Se ha conservado la ortografía original)

Estos sucesos impidieron la partida de los diputados electos a la Convención Constituyente. Se llamó a una nueva elección y el 28 de noviembre de 1852 la población de San Juan eligió a los dos diputados titulares y uno suplente que representarían a la provincia en el Congreso Constituyente. Resultaron elegidos Salvador María del Carril, Antonino Aberastain, y como suplente Ruperto Godoy, que reemplazaría a Aberastain. Los sanjuaninos se sumaron al congreso –que ya estaba sesionando desde noviembre de 1852– en febrero de 1853.
Por decreto del 23 de junio de 1853, Benavídez ordenó el juramente en todos los pueblos y villas de la provincia de la Constitución Argentina de 1853, que había sido sancionada el 1 de mayo de ese año.

### Renuncia de Benavídez
En marzo de 1854 se realizaron las primeras elecciones constitucionales nacionales, en las que fueron elegidos los candidatos oficialistas Justo José de Urquiza –para la presidencia– y el sanjuanino y unitario Salvador María del Carril para vicepresidente. Del Carril y Benavídez no tenían buen trato entre ellos. Al respecto del segundo decía el primero

...me parece que no engrana en la política de V. E., porque no sabe, o porque no puede... la persuasión que yo tengo es que el General Benavídez no sabe hacer el bien ni el mal.

En esta época, Benavídez comenzó a alejarse del ejercicio del poder alegando razones de salud. La gobernación fue ejercida entre agosto de 1853 y abril de 1854 por Juan Luis Riveros.
En octubre de 1854 se desató un conflicto de poderes entre los tres poderes provinciales a raíz de las acusaciones de fraude en las elecciones de Representantes provinciales por parte de los opositores. Esto originó un nuevo alejamiento de la gobernación de Benavídez, quien la cedió hasta diciembre a José Antonio Durán. El 1 de diciembre regresó al cargo y expidió un decreto convalidando las elecciones.
El día 13 del mismo mes presentó su renuncia ante la Sala de Representantes. En su carta de renuncia dijo:

San Juan... no tiene que deplorar como las demás el sacrificio de las víctimas inmoladas al capricho de pasiones innobles ni los efectos desastrosos de la Guerra Civil... San Juan ha sido el centro de la reconciliación donde el asilado político encontraba el refugio humanitario y hospitalario que garantía su vida y su propiedad.

Asimismo sostenía que siempre había sido su ánimo separarse del gobierno, que estaba garantizada la paz pública, que anhelaba retirarse a la vida privada y que su salud se hallaba debilitada. El 4 de enero de 1855 se aceptó su renuncia, aunque recién el 21 fue elegido para sucederlo Francisco Díaz.

## Cuarto período de gobierno

### Benavídez fuera de la gobernación
En febrero de 1855 –por decreto nacional firmado por el vicepresidente Del Carril– se le otorgó el grado de Comandante en Jefe de la División Militar del Oeste de la Confederación Argentina, con el grado de Brigadier General de los ejércitos de la Confederación. De este modo quedó como jefe de los ejércitos acantonados en San Juan, La Rioja, Mendoza y Catamarca.
En la elección para convencionales constituyentes de 1855, que debían dictar la constitución provincial, triunfó la lista encabezada por Benavídez. Aunque en abril –aún no reunida la convención– presentó la renuncia a su cargo, esta fue rechazada, por lo que terminó por ser el presidente de la Convención.
Durante este periodo fuera de la gobernación, Benavídez conservaba su prestigio y poder político y militar, y era reconocido por partidarios y detractores como el hombre fuerte de la provincia. Esto, sumado a la jefatura militar de Benavídez, resintió las relaciones con el gobernador Díaz. A pesar de ello, el gobernador intentó complacer al caudillo manso otorgándole honores y tierras públicas como reconocimiento a sus aportes a la provincia. Benavídez rechazó los homenajes y recompensas, logrando que sus partidarios derogasen las leyes que los otorgaban.
Se sostenía en la época que en esa época existían en San Juan cuatro partidos políticos, formados por federales y unitarios, divididos cada uno entre partidarios y enemigos de Benavídez.

### Caída de los gobernadores de La Rioja y San Juan
El 20 de septiembre de 1856 se produjo una revolución en La Rioja que –aunque sofocada– generó inestabilidad en la provincia. El gobierno de la Confederación comisionó a Benavídez buscar una solución amistosa y ordenó al Chacho Peñaloza que lo apoyara. No obstante, Benavídez no se trasladó a La Rioja, mientras que Peñaloza ocupó la capital de su provincia y llegó a ser el hombre fuerte de la misma.
El 17 de marzo de 1857 estalló en San Juan una revolución militar incruenta, que colocó a Benavídez en el cargo de gobernador interino en reemplazo de Francisco Díaz, a quien acusaban de haber girado hacia el sector de los liberales del Estado de Buenos Aires. La revuelta contó con la participación de parte de la población civil, por lo que el gobernador no presentó oposición a los revolucionarios.
La corta gobernación de Benavídez impidió su comisión en La Rioja, lo que llamó la atención del gobierno nacional. Este envió en abril una comisión interventora presidida por Nicanor Molinas, que asumió la gobernación.

## Prisión y muerte de Benavídez

### Gobernación de Gómez

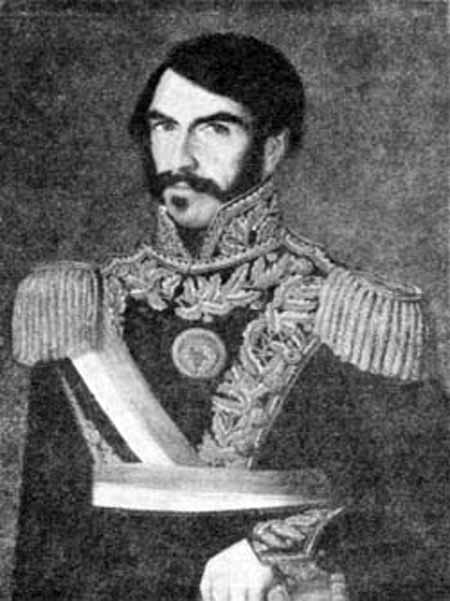
Retrato al óleo de Nazario Benavídez, pintado por Franklin Rawson, 1843.

Restaurada la paz en la provincia, el interventor llamó a elecciones, por las que en septiembre fue elegido Manuel José Gómez Rufino, reconocido unitario que había participado en el golpe de mayo de 1852 contra Benavídez. Contaba con las simpatías de los liberales y los federales opuestos a Benavídez, y mantuvo fluidas relaciones con los liberales de Buenos Aires, entre los que se hallaba el sanjuanino Domingo Faustino Sarmiento.
Benavídez conservó sus cargos militares, lo que produjo constantes roces con el gobernador por la constante intervención de este en los asuntos castrenses. Gómez creó cuerpos militares fuera del ámbito de Benavídez, cambió los oficiales, persiguió a los partidarios del caudillo y buscó desafiar su autoridad. Ambos recurrieron a Urquiza para que zanjara las diferencias, y el presidente se inclinó por Benavídez, pero sin dar instrucciones claras de cómo proceder al respecto, y librando medidas confusas en relación con el conflicto.
En las elecciones para renovar la mitad de la Legislatura provincial de agosto de 1858 triunfaron los partidarios de Benavídez, que contaban con un gran apoyo popular. Dijo Indalecio Cortínez:

... el resultado fue que la población en masa corrió a los comicios en todas las partes y en una elección en que no se ha visto nimas ordenada, nimas numerosa le retiró completamente su confianza. Tomando la actitud (Gómez) de no aprobarlaz ante el resultado que le era adverso.
(Se ha conservado la ortografía original)

El gobierno comenzó a buscar mecanismos para anular las elecciones y, percibido esto por la población en general, la misma comenzó a asistir en gran número a las sesiones de la Legislatura. El gobernador se incomodó por la situación y ordenó la prisión de los amigos de Benavídez, muchos de ellos jefes y oficiales del ejército.
Gómez hizo correr la voz de que era Benavídez el responsable de los movimientos cívicos y ordenó su arresto. El 19 de septiembre de 1858, Benavídez fue detenido en una riña de gallos, ubicada en lo que hoy es la calle San Luis, entre Sarmiento y Entre Ríos, por una gran cantidad de hombres armados. Lo dejaron preso e incomunicado y le colocaron una barra de grillos de 32 libras.
Se acusó judicialmente a Benavídez por conato comprobado de sedición. Esto alteró gravemente la paz social. El secretario de la Comandancia, Santiago Quiroga, informaba al gobierno nacional:

...El pueblo de todas las clases pulula por doquiera con conatos de alsamiento, lo que no se verifica solo por el dominante y terrible temor de que en ese paso se presente a los enemigos del orden y de la persona del Gral. encarcelado la ocasión de con sumar su obra nefasta...
(Se ha conservado la ortografía original)

La prensa porteña, especialmente La Tribuna y El Nacional –redactado por Sarmiento– requerían explícitamente la eliminación del tirano. El gobernador Gómez acusó a Benavídez de complotar con los porteños alejados de la Confederación Argentina contra el presidente Urquiza. Su esposa Telésfora, llamada por ese entonces la generala, buscó apoyo en amigos y enemigos para evitar que mataran a su marido y se reunió con sus partidarios que se organizaron para liberarlo.

### Asesinato de Benavídez
El 23 de octubre de 1858 los partidarios de Benavídez asaltaron la cárcel para liberarlo. Las tropas del gobernador estaban bajo aviso del ataque, que no pudieron detener. Los benavidistas tomaron la parte baja de la prisión y liberaron a más de sesenta presos, la mayoría por ser partidarios del caudillo. Debían llegar a los Altos del Cabildo, que servía de prisión, y cuando sólo los separaba una pesada puerta –que ya estaban hachando– el coronel Domingo Rodríguez disparó a quemarropa al pecho de Benavídez, quien se hallaba engrillado, y luego le clavó la bayoneta en el corazón. Luego de ello arrojaron el cuerpo por una ventana y huyeron. Horas después fue desnudado y expuesto al escarnio en la plaza central.
Benjamín Victorica relataba en el periódico El Nacional de Buenos Aires:

El general Benavidez medio muerto fue enseguida arrastrado con sus grillos y casi desnudo precipitado desde los altos del Cabildo a la balaustrada de la plaza donde algunos oficiales se complacieron en teñir sus espadas con su sangre atravesando repetidas veces el cadáver, profanándolo, hasta escupirle y pisotearlo.

El historiador sanjuanino Horacio Videla relata al respecto:

El cuerpo de Benavides fue arrojado desde la habitación donde fue ultimado en los altos del Cabildo a un patio contiguo. Poco después un caballero de la alta sociedad sanjuanina, Juan Crisóstomo Quiroga y su hermana, Isidora Quiroga Garramuño de Salas, entraron al Cabildo y vejaron al cadáver.

Su cadáver quedó en el lugar en que hoy se emplaza la fuente de la Plaza 25 de mayo, principal de la Ciudad de San Juan.
El cadáver fue entregado a la familia la tarde del día 24 y fue sepultado sin ceremonia ni escolta. Recién recibiría honras fúnebres en enero de 1859, luego de la intervención federal de la provincia. El decreto que los otorgaba contiene las siguientes palabras:

Considerando ... Que el finado Brigadiero General Don Nazario Benavides, Comandante en Gefe de la Circunscripción Militar del Oeste, fue durante la dispersión de las provincias argentinas el defensor de la de San Juan, en el furor de las tempestades políticas el protector de todo perseguido, en la era de la regeneracion el firme sostenedor de la Constitución Nacional y ántes y en todo tiempo la personificación del orden, de la justicia y de todo lo que es recto y noble.
(Se ha conservado la ortografía original)

### Consecuencias de su muerte

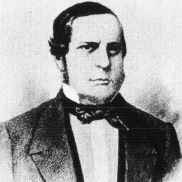
Santiago Derqui.

La provincia fue intervenida por el gobierno nacional. Entre los interventores estuvo el ministro Santiago Derqui, que mejoró con su actuación en San Juan su posición ante el gobierno de Urquiza, lo que le llevaría en 1860 a ser el siguiente presidente de la Confederación. El mando castrense de la División Oeste del Ejército quedó en manos del general Juan Esteban Pedernera, gobernador de la provincia de San Luis, quien se convertiría en vicepresidente de Derqui.
El Chacho Peñaloza se levantó en armas para vengar la muerte de su antiguo enemigo y tomó algunas poblaciones del norte y el este sanjuanino, manifestando luego su apoyo a la intervención federal de la provincia. Esto le granjeó la buena voluntad de Urquiza, quien a partir de entonces confió en él como jefe militar de Cuyo; al asumir Pedernera la vicepresidencia, Peñaloza quedaría como comandante de la División Oeste.
Cabe destacar que los asesinos de Benavídez recibieron exaltados elogios por parte de la prensa porteña, muchos de ellos firmados por sanjuaninos como Sarmiento o Domingo de Oro.
La muerte de Benavídez y la intervención federal a San Juan tensaron la situación con Buenos Aires, cortando todos los diálogos para que se reincorporara a la Confederación Argentina, y precipitando el enfrentamiento bélico que se daría en la Batalla de Cepeda (1859).
En la provincia de San Juan se polarizaron las opiniones políticas, dividiendo los ánimos entre liberales y federales. Esto daría lugar en los años siguientes a los asesinatos de los gobernadores Virasoro y Aberastain.

## Museos vinculados
- El Museo y Biblioteca Hermanos Nacif Weiss, en San Juan, guarda la Cama de bronce matrimonial labrada estilo oriental del siglo XVIII y otros efectos de Benavídez.
- El Museo Enzo V. Manzini, en Zonda, guarda las charreteras de Benavídez y otros objetos suyos y de su familia.
- Los restos de Benavídez y su esposa se hallan en el mausoleo de la familia Quiroga en el Cementerio de la Capital de la ciudad de San Juan, sobre la calle principal del mismo, vereda norte. Frente al mausoleo se halla el monumento a los padres de Domingo Faustino Sarmiento, uno de sus más grandes enemigos.[3]